# Xubuntu
Xubuntu (uttalas Zubuntu), som utvecklas av en användargemenskap, är en variant av linuxdistributionen Ubuntu som använder sig av skrivbordsmiljön Xfce. Xubuntu är därigenom mindre systemkrävande än motsvarigheterna Ubuntu (som använder GNOME) och Kubuntu (som använder KDE).
Xubuntu lämpar sig för att användas på datorer som kan anses vara för långsamma för att köra de andra Ubuntu-varianterna, för användare som uppskattar snabbheten i ett lättviktigt system, eller för användare som helt enkelt tycker att fönsterhanteraren Xfce är bättre.
De flesta applikationerna i Xubuntu är baserade på GTK+.

## Historia
Xubuntu var ursprungligen tänkt att släppas i samband med Ubuntu 5.10 (Breezy Badger) men såg dagens ljus först i samband med att Ubuntu 6.06 (Dapper Drake) släpptes 1 juni 2006.

## Aktuella versioner
Senaste version av Xubuntu är 19.10 med arbetsnamnet Eoan Ermine. Denna version underhålls och säkerhetsuppdateras till och med juli 2020.
Aktuell version av Xubuntu med långtidssupport är 18.04.2 LTS med arbetsnamnet Bionic Beaver som kommer ges support till april 2021. Den föregående versionen med långtidssupport som stöds fram till april 2019 är 16.04.5 LTS med arbetsnamnet Trusty Tahr.

## Nästa version
Nya versioner av Xubuntu släpps var sjätte månad och senaste versionen släpptes under augusti 2019.

## Systemkrav
För att köra Xubuntu från en Live CD krävs 512 MB RAM, likaså krävs denna minnesmängd vid installation med grafiskt gränssnitt. För installation krävs 7,5 GB ledigt utrymme på hårddisken. 20 GB fritt utrymme efter installation rekommenderas, för kompletterande programvara och egna filer. Efter installation är minst 1 GB RAM starkt rekommenderat.